# Râul Grohotișul, Bângăleasa
Râul Grohotișul este un curs de apă, unul din brațele care formează Râul Bângăleasa. 

## Hărți
- Harta județului Brașov